# Fernando Román Villalba
Fernando Aurelio Román Villalba (Ñemby, Departamento Central, 20 de noviembre de 1998) es un futbolista paraguayo. Juega como defensa en el  Club Olimpia de la Primera División de Paraguay.

## Trayectoria

### Libertad
Debutó como profesional el 27 de septiembre de 2017 en el empate a 2 contra Sportivo Trinidense, siendo titular y reemplazado a los 22 minutos del segundo tiempo por Iván Ramírez. Días después jugaría su segundo y último partido en el club en la derrota 2-1 contra Nacional.

### Cerro Porteño
En 2018, Román se convirtió en refuerzo de Cerro Porteño, dónde mayormente jugó el torneo de Reserva. Su único partido profesional en el club ocurrió el 24 de julio en la victoria por 3-1 sobre Cristóbal Colón por la Copa Paraguay.

### Aldosivi
Su primera experiencia en el extranjero ocurrió en 2020, llegando a Aldosivi de la Primera División de Argentina. Debutó el 14 de noviembre en la derrota por 4-1 contra San Lorenzo.

### Nacional
El 24 de enero de 2023, Román regresó a Paraguay y fichó en el Club Nacional.

## Estadísticas
Actualizado al último partido disputado el 29 de enero de 2023
| Libertad Paraguay | 1.ª                 | C-2017              | 2  | 0 | 0 | 0 | 0 | 0 | 2  | 0 |
| Libertad Paraguay | Total club          | Total club          | 2  | 0 | 0 | 0 | 0 | 0 | 2  | 0 |
| Cerro Porteño Paraguay | 1.ª                 | A-2018              | 0  | 0 | 0 | 0 | 0 | 0 | 0  | 0 |
| Cerro Porteño Paraguay | 1.ª                 | C-2018              | 0  | 0 | 1 | 0 | 0 | 0 | 1  | 0 |
| Cerro Porteño Paraguay | 1.ª                 | A-2019              | 0  | 0 | 0 | 0 | 0 | 0 | 0  | 0 |
| Cerro Porteño Paraguay | 1.ª                 | C-2019              | 0  | 0 | 0 | 0 | 0 | 0 | 0  | 0 |
| Cerro Porteño Paraguay | 1.ª                 | A-2020              | 0  | 0 | 0 | 0 | 0 | 0 | 0  | 0 |
| Cerro Porteño Paraguay | Total club          | Total club          | 0  | 0 | 1 | 0 | 0 | 0 | 1  | 0 |
| Aldosivi Argentina | 1.ª                 | 2020                | 0  | 0 | 7 | 0 | - | - | 7  | 0 |
| Aldosivi Argentina | 1.ª                 | 2021                | 16 | 0 | 0 | 0 | - | - | 16 | 0 |
| Aldosivi Argentina | 1.ª                 | 2022                | 22 | 0 | 1 | 0 | - | - | 23 | 0 |
| Aldosivi Argentina | Total club          | Total club          | 38 | 0 | 8 | 0 | - | - | 46 | 0 |
| Nacional Paraguay | 1.ª                 | 2023                | 1  | 0 | 0 | 0 | 0 | 0 | 1  | 0 |
| Nacional Paraguay | Total club          | Total club          | 1  | 0 | 0 | 0 | 0 | 0 | 1  | 0 |
| Total en su carrera | Total en su carrera | Total en su carrera | 41 | 0 | 9 | 0 | 0 | 0 | 50 | 0 |
| (1) Las copas nacionales se refiere a la Copa Paraguay, la Copa Argentina y a la Copa de la Liga Profesional. (2) Las copas internacionales se refiere a la Copa Libertadores y a la Copa Sudamericana. (3) Media de goles por encuentro. No incluye goles en partidos amistosos. |                     |                     |    |   |   |   |   |   |    |   |